# هانس كنودسن
هانس كنودسن (بالدنماركية: Hans Knudsen)‏ هو رسام دنماركي، ولد في 16 أغسطس 1865 في روسكيلدا في الدنمارك، وتوفي في 6 يناير 1947.